# Complaints choir
Complaints choir er en dansk dokumentarfilm fra 2009, der er instrueret af Ada Bligaard Søby.

## Handling
Hvad er beklagelse, og hvad gør man, hvis man har et presserende behov for at klage over noget - stort eller småt? Man kan, som filmen viser, samle et kor og synge hinandens klager ud i det offentlige rum. Filmen følger det verdensomspændende kunstprojekt 'Complaints Choir' og processen med at samle kor i Chicago og Singapore. Med underfundig poetisk fornemmelse undersøger filmen begrebet 'at beklage sig,' både inden- og udenfor rammerne af kunstprojektet, og indfanger vanviddet og humoren såvel som de mellemmenneskelige aspekter bag det skæve og tankevækkende projekt. Er 'beklagelse' en grundlæggende form for kommunikation? Hvad sker der eksempelvis, hvis et helt samfund nægtes retten til at beklage sig?